# فرمون، کبک
فرمون (به فرانسوی: Fermont) شهرکی در منطقه شهری کانیاپیسکو ناحیه کوت-نور در استان کبک کانادا است. در سرشماری سال ۲۰۱۱ این شهرک ۲٬۴۸۷ نفر جمعیت داشته‌است و مساحت آن ۴۹۷٫۴۵ کیلومتر مربع است.